# Tetrastes sewerzowi
El grévol chino (Tetrastes sewerzowi) es una especie de ave galliforme de la familia Phasianidae endémica de China. Su nombre científico conmemora al explorador y naturalista ruso Nikolai Alekseevich Severtzov.

## Descripción
Está cercanamente emparentado con el grévol común (Tetrastes bonasia) y tiene una apariencia muy similar. Sus partes superiores y el pecho son de color castaño intensamente veteadas en negro y blanco, y las inferiores son blancas moteadas en negro Su garganta es negra, y está enmarcada con una lista blanca, y también tiene una lista blanca postocular. Los machos presentan una pequeña carúncula roja sobre los ojos. Se diferencia únicamente del grévol común en tener más motas negras en las partes superiores y tener más color castaño en el pecho. Además el patrón de franjas de su cola es diferente.

## Distribución y hábitat
Es un ave sedentaria que habita en los bosques de coníferas y mixtos de las montañas del centro de China.